# Graveman
Graveman! es una herramienta libre de grabación de CD/DVD para escritorios Gnome de Linux. Técnicamente es un front-end para cdrecord, mkisofs, readcd, sox, flac, DVD+rw-format, DVD+rw-tools y cdrdao. Graveman está licenciado bajo GPL.
Actualmente, Graveman soporta lo siguiente:
- Crear discos de audio
- Crear CD y DVD de datos
- Grabar a y desde imágenes ISO
- Copiado de CD
- Borrado de CD-RW y DVD
- Grabación de CD multisesión